# Lexington Avenue – 63rd Street
Lexington Avenue – 63rd Street – stacja metra nowojorskiego, na linii F. Znajduje się w dzielnicy Manhattan, w Nowym Jorku i zlokalizowana jest pomiędzy stacjami Roosevelt Island i 57th Street. Została otwarta 29 października 1989.